# Thành phố Gotham
Gotham City (/ˈɡɒθəm/ GOTH-əm), là một thành phố giả tưởng ở Mỹ xuất hiện trong loạt truyện tranh xuất bản bởi DC Comics. Thành phố này được tạo ra bởi Bill Finger và Bob Kane, xuất hiện lần đầu trong Batman #4 (Mùa Đông, 1940). Gotham City được biết đến là nơi Batman và nhiều kẻ thù của anh sinh sống.
Phóng viên William Safire của tờ New York Times miêu tả Gotham City là "Thành phố New York vùng phía dưới Phố Số 14, từ SoHo đến Greenwich Village, Bowery, Little Italy, Chinatown, và các khu vực xung quanh chân Cầu Manhattan và Cầu Brooklyn." Trong khi đó họa sĩ vẽ Batman Neal Adams lại dựa trên Chicago trong thời kỳ các băng đảng tội phạm đang hoành hành ở đây vào thập niên 1940, còn người viết kịch bản kiêm họa sĩ Frank Miller cho rằng Metropolis (nơi Superman sống) là New York ban ngày, còn Gotham City là New York về đêm.
Các thành phố được chọn làm cảnh quay cho Gotham City trong các bộ phim về Batman bao gồm New York, Los Angeles, Chicago, Pittsburgh, London, Tokyo và Hong Kong; trong khi các tòa nhà ở vùng nông thôn nước Anh như Nottinghamshire, Hertfordshire và Buckinghamshire được chọn làm cảnh quay cho Wayne Manor (Gia trang nhà Wayne, nhà của Batman).